# Verbano (territorio)
Il Verbano (Verbàn in lombardo) è una parte del territorio della provincia del Verbano-Cusio-Ossola, della provincia di Varese e di alcuni comuni lacustri del Canton Ticino e rappresenta tutte le aree che circondano la parte settentrionale del lago Maggiore.
Il Verbano comprende interamente cinque valli: Valle Intrasca, Valle Cannobina, Val Veddasca, Valtravaglia e Valcuvia, mentre comprende parzialmente la Val Grande (porzione orientale) e la Val di Rasa.
Il centro principale è la città di Verbania, mentre altri centri importanti sono Locarno, Luino, Laveno-Mombello, Losone, Minusio e Cannobio. Comprende 60 comuni (31 varesotti, 19 nel Verbano-Cusio-Ossola e 10 nel Ticino) e conta circa 164 500 abitanti.

## Origine del nome
I romani attribuirono al bacino lacustre il nome "Verbanus Lacus" (dal quale probabilmente deriverà poi la nomenclatura lago Verbano), mentre il poeta Virgilio lo identificò come "Lacus Maximus", in quanto ai tempi si riteneva che fosse il lago con la massima estensione in Italia.

## Geografia

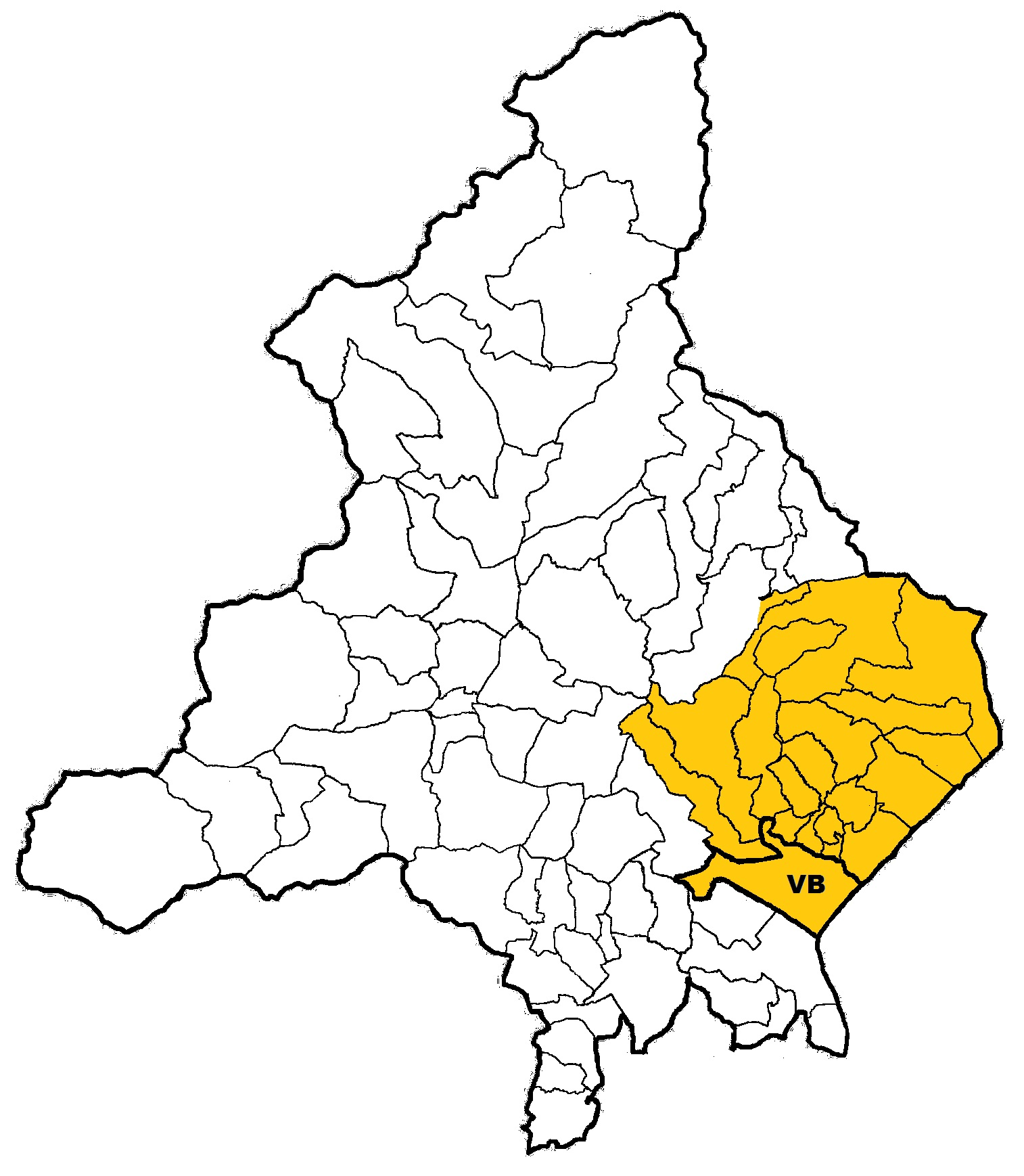
Mappa del territorio del Verbano all'interno della provincia del Verbano-Cusio-Ossola

### Montagna
Il Verbano comprende la parte meridionale delle Alpi Lepontine (in special modo la sottosezione delle Alpi Ticinesi e del Verbano) e le Prealpi Luganesi occidentali (sottosezione delle Prealpi Varesine). Il punto più elevato del Verbano è nel comune di Cossogno, all'interno del Parco nazionale della Val Grande. Degno di nota è il Parco regionale Campo dei Fiori.

### Collina e pianura
I rilievi collinari sono presenti nel Verbano orientale (Provincia di Varese), mentre sono assenti nella sponda occidentale piemontese. Le zone pianeggianti sono quasi del tutto assenti, ma tuttavia si possono identificare con esse, le porzioni del territorio affacciate sul Lago Maggiore.

### Laghi
Il Verbano comprende la parte settentrionale del Lago Maggiore, con l'Isolino di San Giovanni, i tre isolotti dei Castelli di Cannero e le Isole di Brissago.

### Fiumi
I principali corsi d'acqua che scorrono nel Verbano sono:
- Ticino
- Giona
- Froda di Porto Valtravaglia
- San Bernardino
- San Giovanni
- Cannobino

## Storia
Durante tutta l'epoca medioevale sino al 1700 il Verbano fu sotto l'influenza del potente casato dei "Moriggia" di Milano che possedevano numerosi feudi in questa zona, infatti queste terre sono comunemente conosciute anche come Terre Morigie.

## Natura

### Attrazioni naturalistiche
- Laghi
  - Lago Maggiore

- Punti panoramici
  - Arcumeggia
  - Piancavallo di Oggebbio
  - Castagnola di Verbania
  - Monte Lema
  - Sasso del Ferro
  - Monte Cadrigna, Passo Forcora

## Cultura

### Monumenti e luoghi d'interesse
- Musei
  - Museo del paesaggio, Verbania
  - Ghisla Art Collection, Locarno
  - Museo Ferroviario del Verbano, Luino
  - Il Museo della ceramica, Laveno
  - Museo Civico Archeologico Paleontologico, Luino
  - Museo dell'Arte del cappello, Ghiffa
- Luoghi sacri
  - Sacro Monte di Ghiffa, Patrimonio dell'umanità
  - Basilica di San Vittore, Verbania
  - Chiesa di Madonna di Campagna, Verbania
  - Collegiata di Sant'Antonio Abate, Locarno
  - Chiesa di San Lorenzo, Losone
- Castelli
  - Castello Visconteo, Locarno
  - Castelli di Cannero, Cannobio
  - Rocca di Caldé, Castelveccana
  - Torre Imperiale, Maccagno

### Lingue
Nel Verbano si parla il Dialetto lombardo occidentale e il Dialetto ticinese.

## Demografia
Il Verbano conta circa 163 900 abitanti, che sono per lo più distribuiti nei centri urbani lacustri. Il centro principale del territorio è Verbania, dove si concentrano le attività commerciali, le scuole e i servizi più rilevanti. Il comune più esteso è Valle Cannobina (55,17 Km²) mentre il meno esteso è Muralto (0,6 Km²).
Di seguito l'elenco dei 10 comuni più popolosi del Verbano:
| Posizione      | Stemma | Città           | Popolazione (ab) | Superficie (km²) | Densità (ab/km²) | Altitudine (m.s.l.m.) |
| -------------- | ------ | --------------- | ---------------- | ---------------- | ---------------- | --------------------- |
| 1ª             |        | Verbania        | 30.709           | 37,49            | 819              | 202                   |
| 2ª             |        | Locarno         | 16.347           | 19,27            | 848              | 195                   |
| 3ª             |        | Luino           | 14.472           | 21,01            | 689              | 202                   |
| 4ª             |        | Laveno-Mombello | 8.703            | 23,53            | 370              | 205                   |
| 5ª             |        | Minusio         | 7.268            | 5,85             | 1242             | 246                   |
| 6ª             |        | Losone          | 6.612            | 9,50             | 696              | 238                   |
| 7ª             |        | Ascona          | 5.515            | 5,00             | 1103             | 205                   |
| 8ª             |        | Cannobio        | 5.190            | 52,53            | 99               | 214                   |
| 9ª             |        | Gambarogno      | 5.154            | 51,74            | 100              | 196                   |
| 10ª            |        | Germignaga      | 3.936            | 4,66             | 845              | 204                   |
| Totale Verbano | –      | –               | 164.530          | 776,27           | 211,95           | 184/2183              |

## Trasporti

### Ferrovie

#### In uso
Le linee ferroviarie in uso che percorrono il Verbano sono:
- La linea "Domodossola-Milano" collega l'Ossola e il Verbano a Milano. L'unica stazione presente è quella di Verbania (molto defilata dal centro cittadino, poiché localizzata in frazione Fondotoce).
- La linea "Laveno-Gallarate" collega il basso varesotto al Lago Maggiore; si tratta di una linea a singolo binario a scartamento ordinario. L'unica stazione presente è quella di Laveno-Mombello
- La linea "Laveno-Saronno" collega il Saronnese al Lago Maggiore; le stazioni del Verbano interessate sono Gemonio, Cittiglio e Laveno-Mombello Nord.
- La linea "Cadenazzo-Luino" collega il medio Ticino al confine italo-elvetico.
- La linea "Pino-Novara" percorre la sponda orientale del Lago Maggiore; è in uso solo per servizio merci.

#### Dismesse
Le linee ferroviarie non più in uso che hanno percorso il Verbano sono state:
- La "Tranvia Intra-Omegna" attiva fino al 1946.
- La linea "Intra-Premeno" attiva fino al 1959.
- La linea "Ponte Tresa-Luina" attiva fino al 1948.
- La "Ferrovia della Valganna" attiva fino al 1955.

### Strade
Le principali strade verbanesi sono:
- del Lago Maggiore: Gravellona Toce - Verbania - Cannero Riviera - Cannobio - Confine di Stato di Piaggio Valmara.
- Strada statale 631 della Valle Cannobina: Cannobio - Valle Cannobina - Finero di Malesco.
- Strada statale 394 del Verbano Orientale: Varese - Gemonio - Brissago-Valtravaglia - Luino - Confine di Stato di Zenna.
- Strada principale 13
- Strada provinciale 6 della Val Dumentina: Luino - Dumenza - Curiglia con Monteviasco.
- Strada provinciale 8 del Cuvignone: Cittiglio - Castelveccana.
- Strada provinciale 45 del Campo dei Fiori: Brinzio - Azzio - Gemonio.
- Strada provinciale 63 Ghiffa-Oggebbio: Ghiffa - Oggebbio.
- Strada provinciale 64 Cannero-Trarego: Cannero Riviera - Trarego Viggiona.
- Strada provinciale 69 di Santa Caterina: Sesto Calende - Ispra - Laveno-Mombello - Castelveccana - Germignaga - Luino.
- Strada provinciale 90 Rovegro-Cicogna: San Bernardino Verbano - Cicogna (Cossogno).
- Strada provinciale 130 di Santino: San Bernardino Verbano.